# We Are All We Have
We Are All We Have è l'ottavo album del gruppo statunitense hardcore punk The Casualties, pubblicato dalla SideOneDummy Records nell'agosto 2009.

## Tracce
1. Carry On the Flag – 1:09
2. We Are All We Have – 3:07
3. Heart Bleeds Black – 2:20
4. Rise and Fall – 2:53
5. Apocalypse Today – 2:22
6. War Is Business – 1:50
7. In the Tombs – 4:34
8. Stand Against Them All – 2:24
9. Depression - Unemployment Lines – 3:07
10. Looking Thru Bloodshot Eyes – 2:48
11. Lonely On the Streets - Jersey City – 3:01
12. Life Clone – 1:57
13. Clockwork – 1:48
14. Rockers Reggae (Working Mans Dub) – 8:08

## Formazione
- Jorge - voce
- Jake - chitarra
- Rick - basso
- Meggers - batteria